# Lubosz
Lubosz (deutsch: Lubosch) ist ein Dorf in Polen, in der Gemeinde Kwilcz, in der Woiwodschaft Großpolen. Der Ort liegt ca. 22 Kilometer östlich von Międzychód und 52 Kilometer westlich von Poznań.
Hinsichtlich der Einwohnerzahl ist Lubosz die zweitgrößte Ortschaft in der Gemeinde Kwilcz. Sehenswert ist hier die Dorfkirche sowie das im Jahre 1915 für die Familie Bardt erbaute Herrenhaus.

## Söhne und Töchter des Ortes
- Karl Bardt (1843–1915), deutscher Pädagoge und klassischer Philologe